# Fissurella rosea
Fissurella rosea (denominada, em inglês, rosy keyhole limpet; com a denominação geral vulcãozinho dada aos moluscos com este formato, em português, por sua similaridade com um vulcão) é uma espécie de molusco gastrópode marinho do oeste do oceano Atlântico, pertencente à família Fissurellidae da subclasse Vetigastropoda. Foi classificada por Johann Friedrich Gmelin, em 1791.

## Descrição da concha e hábitos
Concha pateliforme, dotada de coloração variável, geralmente com disposição radial e irregular de faixas cinza-esbranquiçadas, enegrecidas ou castanho-avermelhadas, com regiões rosadas; com quase 4 centímetros de comprimento, quando desenvolvida; de formato oval e com seu ápice sendo um orifício levemente contraído em seu meio. Superfície esculpida por numerosas costelas radiais cruzadas por estrias concêntricas, formando um padrão cancelado. Vista inferiormente, em sua superfície côncava, é perceptível a presença de uma linha rosea ao redor deste orifício.
É encontrada aderida em rochas, falésias, costões rochosos e arrecifes da zona entremarés, alimentando-se de algas marinhas.

## Distribuição geográfica
Fissurella rosea ocorre do sudeste da Flórida, Estados Unidos, até Antilhas e costa do Caribe, na América do Sul e indo em direção à Torres, no Rio Grande do Sul, região sul do Brasil. Esta espécie pôde ser encontrada num dos sambaquis brasileiros da costa sudeste, em São Paulo (Ubatuba), tendo importância arqueológica desconhecida.